# Diarville
Diarville ist eine französische Gemeinde mit 465 Einwohnern (1. Januar 2022) im Département Meurthe-et-Moselle in der Region Grand Est (bis 2015 Lothringen). Sie gehört zum Arrondissement Nancy und zum Gemeindeverband Pays du Saintois.

## Geografie
Die Gemeinde Diarville liegt im östlichen Teil der Landschaft Saintois, westlich des Madon-Tales, etwa 30 Kilometer südlich von Nancy.
Zu Diarville gehören die direkt an den Kernort anschließenden Ortsteile Le Breuil und Le Clos Raphaël.
Das 11,03 km² umfassende Gemeindegebiet erstreckt sich zwischen den sanften Ausläufern des Höhenzuges Colline de Sion-Vaudémont und dem Flusstal des Madon. Im Bereich des Gemeindegebietes treffen die Bäche Grinrupt, Ruisseau du Breuil und Mirabée, nach dem der Gemeindeverband benannt wurde, zusammen und entwässern über den Beaulong in einem engen Tal zum Mosel-Nebenfluss Madon. Im Westen der Gemeinde werden Höhen von über 300 m über dem Meer erreicht (Haut du Moulin 304 m, Haut des Quevenelles 301 m). Im Südwesten hat Diarville Anteile an den zwei Waldarealen Saint-Pierre Bois und Bois du Harvaux. Der überwiegende Teil des Gemeindegebietes besteht aus Äckern, Wiesen und Obstplantagen.
Nachbargemeinden von Diarville sind Saint-Firmin im Norden, Marainville-sur-Madon im Osten, Pont-sur-Madon im Südosten, Ambacourt im Süden, Bouzanville im Südwesten, Forcelles-sous-Gugney im Westen sowie Housséville im Nordwesten.

## Geschichte
Diarville gehörte während des Ancien Régime zur Grafschaft Vaudémont und kirchlich zum Kapitel Remiremont.
Bahnanschluss bekam Diarville am 22. Dezember 1879, als das Teilstück der Bahnlinie Nancy-Merrey von Vézelise nach Mirecourt eröffnet wurde.
Am 26. Oktober 2004 wurde Diarville aufgrund seiner zentralen Lage Sitz des neu gegründeten Gemeindeverbandes Mirabée.

### Bevölkerungsentwicklung
| Jahr      | 1962 | 1968 | 1975 | 1982 | 1990 | 1999 | 2010 | 2021 |
| Einwohner | 441  | 422  | 409  | 426  | 453  | 435  | 499  | 473  |

Im Jahr 1846 wurde mit 671 Bewohnern die bisher höchste Einwohnerzahl ermittelt. Die Zahlen basieren auf den Daten von cassini.ehess und INSEE.

## Sehenswürdigkeiten
Die Kirche St. Aper (Saint-Epvre) hat einen romanischen Glockenturm und romanische Portale. Nach einem verheerenden Brand des Kirchenschiffes wurde die Kirche 1964 wieder aufgebaut. Aus dieser Zeit stammen auch die Kirchenfenster.

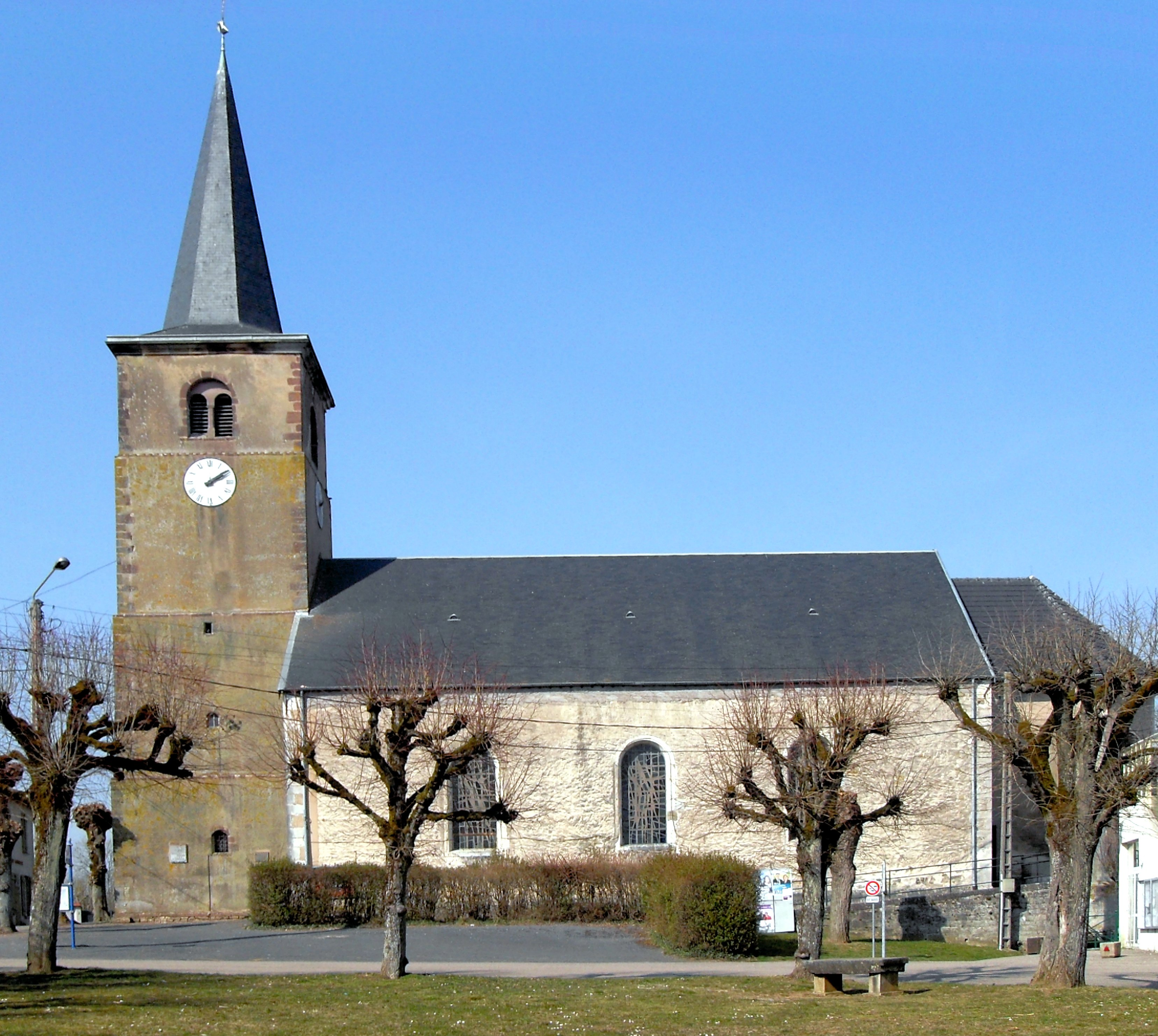
Kirche St. Aper

## Wirtschaft und Infrastruktur
In Diarville sind neun Landwirtschaftsbetriebe ansässig (Getreide- und Gemüseanbau, Pferde- und Rinderzucht). Im Ort sind darüber hinaus kleine Handwerks- und Dienstleistungsbetriebe (unter anderem eine Poststation) ansässig. Ein Teil der Bewohner arbeitet in Mirecourt oder in den Industriebetrieben an der Mosel.
Diarville ist Grundschulstandort (l’école primaire) auch für kleinere Nachbarorte.
Durch die Gemeinde Diarville führt die Fernstraße D 913 von Metz über Nancy nach Mirecourt (ehemalige RN 413). Die Straße D 64 zweigt in Diarville nach Saxon-Sion ab. Zwölf Kilometer östlich und über die Anschlussstelle Gripport zu erreichen, verläuft die autobahnähnlicheRN 57 (Metz–Nancy–Épinal). Der Bahnhof Diarville liegt an der Bahnlinie Nancy–Mirecourt–Merrey.

## Partnergemeinde
Diarville verbindet eine Partnerschaft mit der belgischen Gemeinde Tinlot.

## Persönlichkeiten
- Henri Bergé, Art nouveau-Illustrator, Glasfenstermaler, geboren 1870 in Diarville

## Belege
1. ↑  Wappendeutung auf genealogie-lorraine.fr (Memento des Originals vom 3. Januar 2014 im Internet Archive)  Info: Der Archivlink wurde automatisch eingesetzt und noch nicht geprüft. Bitte prüfe Original- und Archivlink gemäß Anleitung und entferne dann diesen Hinweis. (französisch)
2. ↑  Diarville auf cassini.ehess
3. ↑  Diarville auf INSEE
4. ↑  Landwirtschaftsbetriebe auf annuaire-mairie.fr (französisch)